# 거친 녀석들: 거침없이 쏴라
《거친 녀석들: 거침없이 쏴라》(영어: Red State)는 2011년 개봉한 미국의 독립공포 스릴러 영화이다. 케빈 스미스가 연출과 각본을 맡고, 존 굿맨, 멀리사 리오, 마이클 파크스, 마이클 앵거라노, 스티븐 루트 등이 출연하였다.
2011년 1월 23일 제27회 선댄스 영화제에서 전 세계 최초로 상영되었다.

## 줄거리
과격 종교집단과 경찰간의 무차별 총격전이 시작된다!
동성애를 혐오하는 광신 집단 파이브 포인트 교회는 혈연으로 끈끈한 유대 관계가 형성돼있다. 이들은 동성애자들을 유혹한 후 교회에서 자신들의 법에 따라 사형을 집행해왔다.
고등학생 트래비스와 친구들은 음란 전화를 통해 알게 된 한 여성을 만나기 위해 시골의 한적한 트레일러를 찾는다. 혈기왕성한 꿈에 부풀어 있던 이들은 그 여성이 준 맥주를 마시고 잠들어 버린다.
잠에서 깬 트래비스 일행은 자신들이 파이브 포인트 교회에 갇혔으며 곧 죽임을 당할 처지임을 깨닫게 된다. 소년들이 교회에 감금 됐다는 사실을 안 경찰은 파이브 포인트를 제거할 절호의 기회로 여기고 진압 작전을 펼치는데...

## 출연
- 마이클 앵거라노 - 트래비스 역
- 카일 갤너 - 재로드 역
- 니컬러스 브론 - 빌리 레이 역
- 애나 건 - 트래비스의 어머니 역
- 마이클 파크스 - 에이빈 쿠퍼 목사 역
- 멀리사 리오 - 세라 쿠퍼 역: 쿠퍼 목사의 딸.
- 랠프 가먼 - 케일럽 쿠퍼 역: 세라의 남편이자 쿠퍼 목사의 사위.
- 케리 비셰이 - 샤이엔 쿠퍼 역: 세라와 케일럽의 딸이자 쿠퍼 목사의 손녀.
- 제임스 파크스 - 모데카이 쿠퍼 역: 쿠퍼 목사의 아들.
- 헤일리 램 - 매기 쿠퍼 역
- 베티 애벌린 - 애비게일 쿠퍼 역
- 제니퍼 슈월바크 스미스 - 에스터 쿠퍼 역
- 존 굿맨 - ATF 특별 수사관 조 키넌 역
- 케빈 폴랙 - ATF 특별 수사관 브룩스 역
- 케빈 알레한드로 - ATF 전술 요원 해리 역
- 데이미언 영 - 요원 캐럴 역
- 스티븐 루트 - 보안관 와이넌 역
- 맷 존스 - 보안관보 피트 역
- 알렉사 니컬러스 - 제시 역
- 케빈 스미스 - 죄수 역